# Micurus obliquatus
Micurus obliquatus là một loài bọ cánh cứng trong họ Cerambycidae.